# Troisquin
Troisquin, oder auch Troesken, war ein niederländisches Gewichtsmaß.
- 1 Troisquin = 2 Deusquins = 4 As = 192,2408725 Milligramm
- 2 Troisquin = 1 Vierling
- 8 Troisquin = 4 Vierlinge = 1 Engel
- 160 Troisquin = 20 Engels = 1 Unze
- 1280 Troisquin = 8 Unzen = 1 Troymark (holländ.)

Die alte holländische Troy-Mark als Gold-, Silber- und Münzgewicht wurde mit 246,0682912 Gramm gerechnet und teilte sich in 8 Unzen oder 160 Engel oder 640 Vierlinge oder 1280 Troisquins/Troyken oder 2560 Deusquins/Deursken oder 5120 As.